# Cudze słowa
Cudze słowa – dziesiąta powieść Wita Szostaka, w której siedmioro narratorów próbuje zrekonstruować z fragmentarycznych wspomnień życie Benedykta Rysia. Powieść po raz pierwszy ukazała się w 2020 r. w wydawnictwie Powergraph.  

## Narratorzy
Każdy z narratorów powieści wypowiada się w niepowtarzalnej stylistyce i prezentuje Benedykta z osobnej, właściwej sobie, perspektywy.
Weronika – ostatnia partnerka Benedykta, wnuczka Pawła.  
Magdalena – była partnerka Benedykta, matka jego syna.
Jan – uczeń i zaufany współpracownik Benedykta. 
Józef – ojciec Benedykta.
Szymon – przyjaciel Benedykta od czasów studenckich, pierwszy chłopak Magdy, obecnie wykładowca uniwersytecki. 
Jakub – przyjaciel Benedykta z czasów dzieciństwa. 
Paweł – emerytowany profesor uniwersytecki, dawny promotor Magdy, Szymona i Benedykta, dziadek Weroniki.  

## Struktura powieści
Powieść jest podzielona na 5 części: Antipasti (I), Primi piatti (II), Secondi di pesce (III), Secondi di carne (IV) i Dolci (V), przypominające swoją strukturą menu włoskiej trattorii. 
Akcja powieści rozgrywa się w Krakowie i okolicach. Szczególnie ważne w Cudzych słowach są trzy punkty topograficzne: dom rodzinny, uniwersytet oraz restauracja Benedykta - Isola.
Tytuł powieści odnosi się bezpośrednio do prac Michaiła Bachtina i jego koncepcji "cudzego słowa", "powieści polifonicznej", "dialogiczności".

## Recepcja
Krytyka literacka dostrzegła zbieżność tematyczną Cudzych słów z opublikowaną także w 2020 r. książką filozoficzną Tratwa Odysa. Esej o uchodźcach, wydaną pod prawdziwym nazwiskiem Szostaka. Cudze słowa to także pierwsza książka, w której na okładce książki w notce biograficznej pojawia się informacja o jego prawdziwym nazwisku.
W recenzjach i tekstach krytycznych często pojawiały się odniesienia do Biblii, jako że bohaterowie mają imiona jawnie odwołujące się do postaci ze Starego i (przede wszystkim) Nowego Testamentu. Jedną z ciekawszych interpretacji przedstawił Wojciech Orliński, który pokazał, że Cudze słowa jest to powieść o utracie Boga, o pokoleniu JPII, wychowanym w Kościele katolickim, które po latach ten kościół opuściło. 
Jest to też powieść, w której po raz kolejny (po m.in. Poniewczasie i Tratwie Odysa) pojawia się problematyka "bez-domności" i “uchodzenia” rozumianego nie tyle jako fenomen społeczno-ekonomiczny, ile kulturowy, właściwy, w rozpoznaniu autora, kondycji człowieka ponowoczesnego.
W Cudzych słowach po raz kolejny, po m.in. Chochołach czy Wróżeniu z wnętrzności, w prozie Wita Szostaka pojawiają się bohaterowie-sobowtóry, tym razem w postaciach Jakuba i Benedykta. 

## Nagrody
Powieść zdobyła nagrodę “Kraków Miasto Literatury UNESCO”, została także wyróżniona Nagrodą Literacką ArtRage 2021 w wyniku głosowania czytelników.